# Saxifraga brachyphylla
Saxifraga brachyphylla är en stenbräckeväxtart som beskrevs av Adrien René Franchet. Saxifraga brachyphylla ingår i Bräckesläktet som ingår i familjen stenbräckeväxter. Inga underarter finns listade i Catalogue of Life.